# Беренд, Зигфрид
Зигфрид Беренд (нем. Siegfried Behrend; 19 ноября 1933, Берлин ― 20 сентября 1990, Хаусхам) ― немецкий гитарист и композитор.

## Биография
Зигфрид Беренд родился в семье гитариста, который и дал ему первые уроки игры, но в дальнейшем гитару осваивал самостоятельно. В 16 лет поступил в Консерваторию Клиндворта ― Шарвенки, где занимался композицией и учился дирижированию и игре на фортепиано и клавесине, однако вскоре принял решение полностью посвятить себя гитаре.
В 1953 году он дал первый немецкий спектакль «Concierto de Aranjuez».
Как гитарист Беренд дебютировал с сольным концертом в 1952 в Лейпциге, в 1954 выступал в Италии, в 1956 ― в Испании, в 1958 ― в СССР, в 1958―59 провёл свой первый мировой тур. Помимо сольной деятельности, продолжавшейся в течение многих лет, Беренд также давал мастер-классы и выступал как дирижёр с Саарским оркестром щипковых струнных инструментов, а с 1968 ― с основанным им Германским оркестром щипковых струнных инструментов.
Репертуар Беренда был весьма широк, но особое место в нём занимала лютневая музыка эпохи барокко, которую он сам перекладывал на гитару, и сочинения современных композиторов: Беккера, Кастельнуово-Тедеско, Логотетиса, Пендерецкого, Исан Юна, Коницни и других. Многие их произведения были посвящены Беренду, впервые им исполнены и записаны. Сам Беренд также является автором ряда оригинальных пьес.
Зигфрид Беренд в 1981 году по предложению Франца Йозефа Штрауса получил Кавалерский крест в ознаменование юбилея трудовой деятельности Ордена Заслуг Федеративной Республики Германия.